# الکساندر کیلند
الکساندر لنگه کیلند (انگلیسی: Alexander Kielland؛ زاده ۱۸ فوریهٔ ۱۸۴۹ درگذشته ۶ آوریل ۱۹۰۶) یک نویسنده اهل نروژ بود. داستان کوتاه «کلاغ پیر» یکی از آثار وی است.

## پیشینه
الکساندر کیلند، در استاوانگر به دنیا آمد. خانواده وی، از تجار قدیمی استاوانگر محسوب می‌شدند. خواهر بزرگ وی، به نام «کیتی» بعدها هنرمند و نقاش معروفی شد. الکساندر، خود در مدرسه کلیسای جامع استاوانگر تحصیل کرد و در سال ۱۸۷۱م، بنابر معیارهای آن زمان، به عنوان کارشناس حقوق، فارغ‌التحصیل شد. یک سال بعد ازدواج کرد. همان سال یک کارخانه آجرپزی در نزدیکی استاوانگر خریداری کرد و تا سال ۱۸۸۱م، مشغول اداره امور کارخانه بود. پسر وی به نام «ینس» بعدها یکی از معمارهای معروف نروژ شد.
اداره امور کارخانه آجرپزی، تأثیر زیادی در افکار کیلند، داشته‌است. در این دوره او از نزدیک با شرایط سخت زندگی کارگری آشنا شد و در افکار فلسفی ریشه ای گذشته و زمان خویش غوطه ور گشت. از جمله مطالعه آثار چارلز داروین، جان استوارت میل و گیورگ برندس در وی تأثیر داشته؛ با این حال وی از سبک نویسندگی سورن کی‌یرکگور تأثیر بیشتری گرفته‌است.

## ترجمه به فارسی
صادق هدایت داستان کوتاه «کلاغ پیر» نوشته کیلند را به فارسی ترجمه کرده‌است. این داستان در مورد کلاغی است که در حال پرواز روی شهر، به دنبال غذا می‌گردد. از آن جایی که هدایت، نام نویسنده این داستان را در آغاز، به صورت الکساندر لانژ کیلاند، وارد زبان فارسی کرده‌است، این صورت از نام نویسنده، در زبان فارسی رواج بیشتری دارد.